# Toni De Gregorio
Toni De Gregorio (* 3. März 1931 in Marostica; † 5. Mai 2006 in Bassano del Grappa) war ein italienischer Dokumentar- und Fernsehregisseur.

## Leben
De Gregorio verfolgte zunächst Aktivitäten am Theater, nachdem er das „Teatro Studio“ in Rom besucht hatte. Ab 1960 trat er als Dokumentarist hervor, der sich mit Beginn des folgenden Jahrzehntes dem Fernsehen zuwandte und dort seine Arbeit fortsetzte. Unter seinen Filmen finden sich zahlreiche Klassiker des dokumentarischen Bereiches wie „Utopia“, „Pendolari alla rescovia“, „Teatro popolare“ oder „Scene dalla commedia dell'arte“.
1974 inszenierte er die Geschichte der nach Sibirien deportierten Talia Zilienina als E cominciò il viagio nella vertigine für das Kino – er wurde auch bei den Filmfestspielen von Venedig gezeigt –, wobei er auch für Drehbuch und Schnitt verantwortlich zeichnete. Im Folgejahr entstand der Fernsehfilm Nella tua vita. Dann kehrte De Gregorio erst 1989 zurück zum Kino, als Produzent und Kommentator eines Filmes.

## Filmografie (Auswahl)
- 1974: E cominciò il viagio nella vertigine